# Premio Eleanor Farjeon
El Premio Eleanor Farjeon, se entrega por servicios distinguidos en el mundo de los libros infantiles británicos y se le da a alguien cuyo compromiso y contribución se considera que es excepcional. Fue fundado en 1966, se presenta anualmente en memoria de Eleanor Farjeon (1881-1965). 
El premio es administrado por el Círculo de Libro para Niños (Children Book Circle) y patrocinado por el Eleanor Farjeon Fideicomiso.

## Galardonados
- 1966, Margery Fisher
- 1967, Jessica Jenkins
- 1968, Brian Alderson
- 1969, Anne Wood
- 1970, Kaye Webb
- 1971, Margaret Meek
- 1972, Janet Hill
- 1973, Eleanor Graham
- 1974, Leila Berg
- 1975, Naomi Lewis
- 1976, Joyce Oldmeadow y Court Oldmeadow
- 1977, Elaine Moss
- 1978, Peter Kennerley
- 1979, Joy Whitby
- 1980, Dorothy Butler
- 1981,  Margaret Marshall y Virginia Jensen
- 1982,  Aidan Chambers y Nancy Chambers
- 1983,  Jean Russell
- 1984,  Shirley Hughes
- 1985,  Robert Leeson
- 1986,  Judith Elkin
- 1987,  Valerie Bierman
- 1988,  National Library
- 1989,  Anna Home
- 1990,  Jill Bennett
- 1991,  Patricia Crampton
- 1992,  Stephanie Nettell
- 1993,  Susan Belgrave
- 1994,  Eileen Colwell
- 1995,  Helen Paiba
- 1996,  Books for Keeps
- 1997,  Michael Rosen
- 1998,  Gina Pollinger
- 1999,  Klaus Flugge
- 2000,  Julia Eccleshare
- 2001,  Amelia Edwards
- 2002,  Philip Pullman
- 2003,  Miriam Hodgson,
- 2004,  Jacqueline Wilson
- 2005,  Malorie Blackman
- 2006,  Wendy Cooling
- 2007,  Jane Nissen
- 2008, Chris Brown[1]
- 2009, Moira Arthur
- 2010, Seven Stories[2]
- 2011, Federation of Children's Book Groups[3]
- 2012, Quentin Blake
- 2013, David Almond
- 2014, Polka Theatre
- 2015, Terry Pratchett.

[actualizar]